# Бене (Мерт и Мозел)
Бене (фр. Benney) насеље је и општина у североисточној Француској у региону Лорена, у департману Мерт и Мозел која припада префектури Нанси.
По подацима из 2011. године у општини је живело 628 становника, а густина насељености је износила 33,98 становника/km². Општина се простире на површини од 18,48 km². Налази се на средњој надморској висини од 320 метара (максималној 374 m, а минималној 230 m).

## Демографија
| 1962. | 1968. | 1975. | 1982. | 1990. | 1999. | 2011. |
| ----- | ----- | ----- | ----- | ----- | ----- | ----- |
| 392   | 407   | 376   | 367   | 465   | 517   | 628   |

График промене броја становника у току последњих година